# (4824) Stradonice
(4824) Stradonice est un astéroïde de la ceinture principale.

## Description
(4824) Stradonice est un astéroïde de la ceinture principale. Il fut découvert le 25 novembre 1986 à l'Observatoire Kleť par Antonín Mrkos. Il présente une orbite caractérisée par un demi-grand axe de 2,29 UA, une excentricité de 0,06 et une inclinaison de 6,5° par rapport à l'écliptique.

## Compléments